# Carlet negre
El carlet negre (Hygrophorus marzuolus), també conegut amb els noms de marçot, carlet de primavera, bolet d'esquirol, carlet de neu i bolet de març, és un bolet basidiomicet comestible de la família de les higroforàcies. És un carlet que creix preferentment a la primavera, en boscos mixtes de coníferes (pi roig, pi negre i avet), roures i faig. Pot aparèixer sota la neu. Pels esquirols i altres animals del bosc representa un dels pocs aliments que troben després del desgel; els mengen i les petjades que deixen sobre la neu ajuden a localitzar els bolets.

## Taxonomia
Va ser descrit per primera vegada com a Fungo Marzuolo pel botànic italià  Pier Antonio Micheli l'any 1729 i sancionat pel micòleg i botànic suec Elias Magnus Fries l'any 1821 com Agaricus Marzuolus . L'any 1893 Giacomo Bresadola trasllada l'espècie al gènere Hygrophorus i, per tant es coneix com Hygrophorus marzuolus (Fr.) Bres.

## Iconografia
El dibuix original és de Per Antonio Micheli (1729): Tab. 74, fig.9
Bresadola G. (1928): Tab. 318
Bresadola G. (1893): Tav. 1

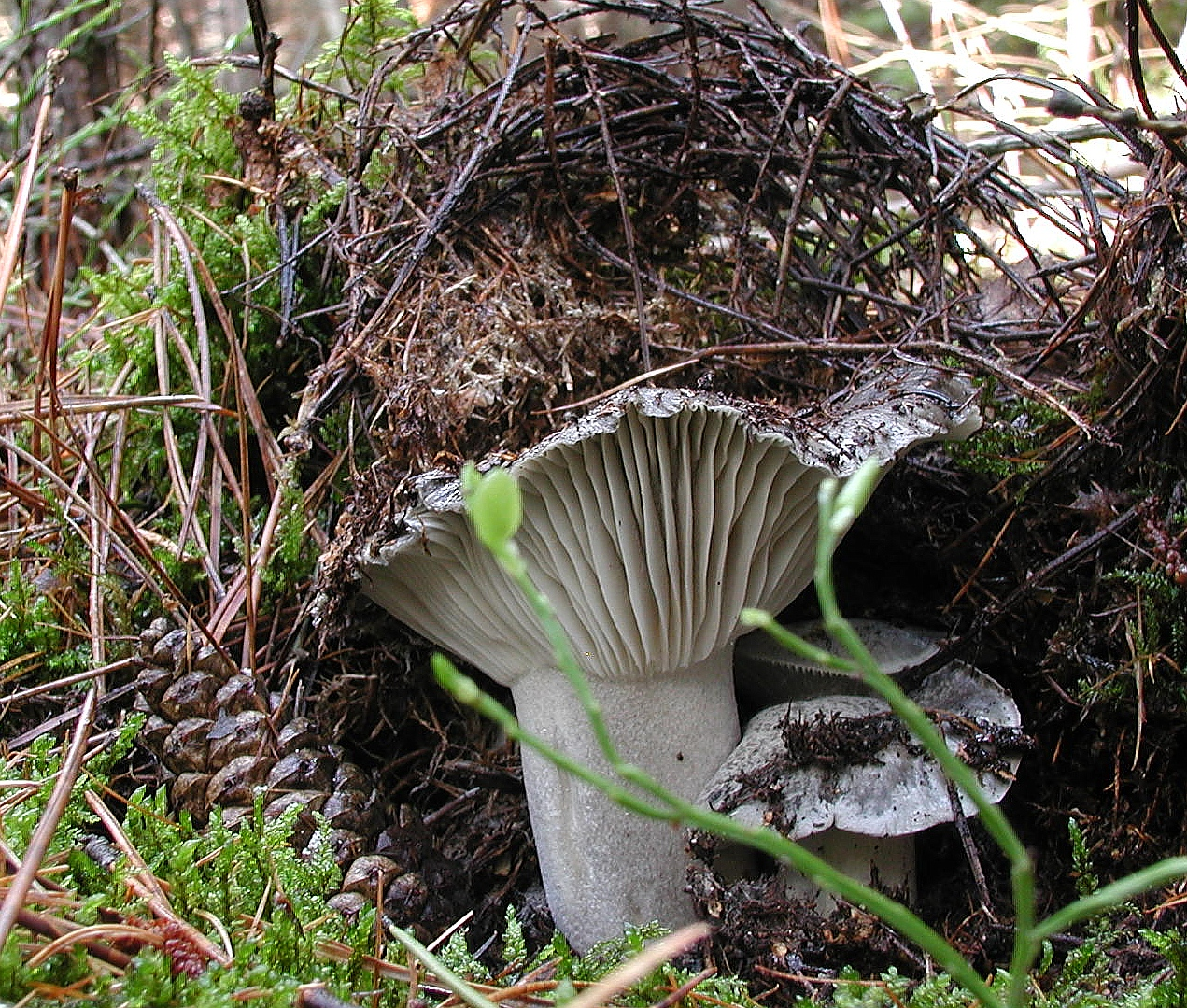
Carlet negre (Hygrophorus marzuolus)

Marchand A. (1971); vol. 1; p.124, 55.
Bolets de Catalunya (1991); vol. X; làm. 471

## Descripció
Bolet robust, massís, carnós; barret de 6-10 (15) cm de diàmetre, d'hemisfèric a convex, més tard aplanat, sovint deprimit, irregular; superfície llisa, lubrificada, adhereix les partícules del substrat, mat en assecar; blanca en el jove i en els exemplars soterrats, de grisa a negrosa en madurar i en els exemplars al descobert, heterogènia, irregular, amb fibril·les radials innates; marge aprimat
Làmines gruixudes, molt espaiades, de decurrents a lleugerament decurrents; de color blanc o gris clar, grises a la maduresa.
Cama robusta, curta i plena, de 4-8 x 1.2-3 cm; irregular, cilíndrica, sovint afuada al peu; blanca de jove, a la part alta griseja en envellir.
Carn espessa, ferma, fibrosa a la cama; grisa sota el capell, blanca a la resta; dolça al tast, olor suau, que recorda al de les roses.

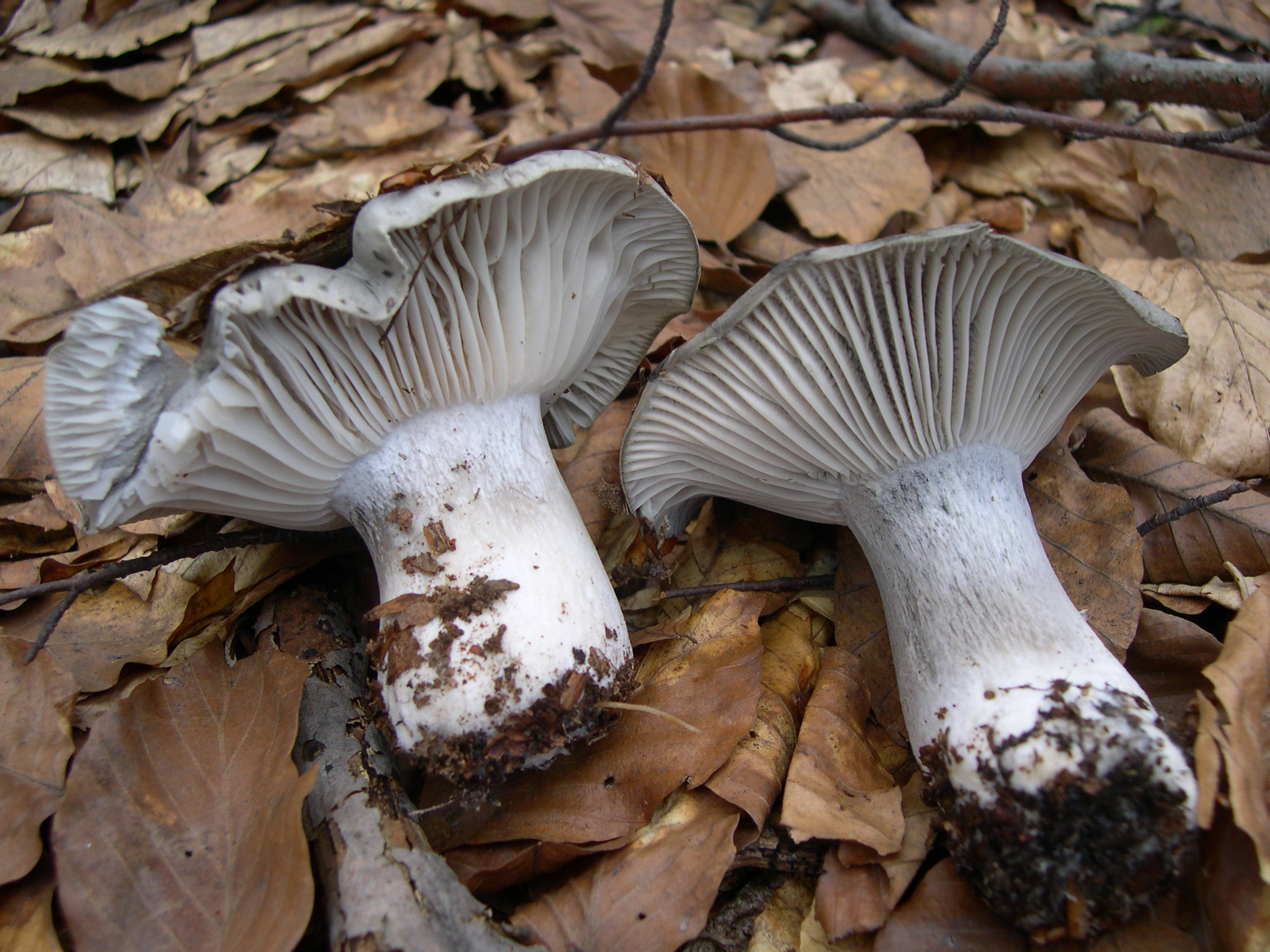
Revers del carlet negre (Hygrophorus mazuolus)

## Hàbitat
Bolet gregari, més aviat rar i localitzat; primerenc, precoç, sol aparèixer semi-enterrat o coberts per la fullaraca, sovint quan es desfan les primeres neus o després de pluges copioses.
Micorrízic de diverses coníferes, però també amb alguns arbres caducifolis. El seu arbre hoste més corrent en els boscos catalans és el pi roig i el roure. Prefereix els sòls solts, rics en humus, frescos, de lleugerament àcids a lleugerament alcalins, mai en sòls netament àcids o calcaris, sempre relativament pobres en nutrients i majoritàriament sorrencs. Els sòls sovint coberts de fulles mortes o molsa i el bolet força enterrat.
Els cossos fructífers apareixen immediatament després de la fusió de la neu, en l'estatge montà. En hiverns molt suaus, els primers bolets es poden trobar ja al gener, però amb més freqüència ho fa entre febrer i març. Sol aparèixer en grups, aixecant el sòl del bosc, la virosta, neu o molsa.

## Distribució geogràfica
És un oròfit medieuropeu montà i subalpí. Creix a Andorra, l'Alta Cerdanya, Catalunyai el País Valencià.

## Espècies semblants
Per l'època de l'any què fructifica, no hi ha bolets que es puguin confondre. És semblant al carlet de cabrit (Hygrophorus camarophyllus), que apareix a la tardor.

## Usos

### Gastronomia
Excel·lent comestible, de carn consistent. Sovint abundant. Cada vegada més valorat gastronòmicament, ja que es pot utilitzar en una gran varietat de preparacions culinàries.